# 서울도서관
서울도서관(서울圖書館, Seoul Metropolitan Library)은 서울특별시청의 사업소이다. 관장은 지방서기관으로 보하되, 지방임기제공무원으로 보할 수 있다.

## 개요
1926년 청사 건립 당시 외벽과 홀, 중앙계단을 그대로 복원하여 서울의 역사적 상징성도 살린 도서관이다. 높이 5m 벽면서가, 장애인 자료실, 서울자료실 등을 갖추고 있으며 서울시내 도서관 자료를 한 번에 파악하는 통합 도서검색 서비스도 지원하고 있다.

## 설치 근거 및 소관 사무

### 설치 근거
- 「서울특별시 행정기구 설치조례」 제86조제1항[4]

### 소관 사무
- 서울도서관의 운영 및 관리에 관한 사항
- 지역도서관 지원사업 및 협력사업 개발·운영
- 서울도서관 자료의 수집·관리 및 제공에 관한 사항
- 전시기획 및 이용자 봉사 업무에 대한 사항

## 연혁
- 1971년 4월 26일: 도서개발 자료센터 설립.
- 1980년 5월 1일: 서울특별시 종합자료실로 개편.
- 1991년 10월 8일: 서울특별시청 내에 시정자료실 개관.
- 1997년 9월 20일: 을지로별관으로 이전하여 서울특별시 종합자료관으로 개관.
- 2007년 9월 20일: 서소문별관1동 다산플라자 지하로 이전.
- 2012년 9월 29일: 서울도서관 설치.[5]

## 조직

### 관장
- 지식문화과[6]
- 도서관정책과[7]
- 정보서비스과[7]

## 장서 현황
자료현황
주제별 현황
| 총류     | 철학     | 종교     | 사회과학  | 자연과학 | 과학기술 | 예술     | 언어     | 문학      | 역사     |
| -------- | -------- | -------- | --------- | -------- | -------- | -------- | -------- | --------- | -------- |
| 23,506권 | 23,001권 | 10,782권 | 162,977권 | 13,795권 | 73,410권 | 38,474권 | 11,854권 | 101,124권 | 37,007권 |

자료실별 현황
| 합계    | 일반자료 | 서울자료 | 세계자료 | 장애인자료 | 디지털자료 |
| ------- | -------- | -------- | -------- | ---------- | ---------- |
| 495,940 | 316,363  | 118,210  | 33,601   | 11,983     | 15,783     |

## 층별 시설 안내
- 5층 - 복원전시실, 하늘뜰(야외정원)
- 4층 - 세계자료실, 지식문화과, 사서교육장, 사물함
- 3층 - 서울자료실, 서울기록문화관, 시장실 복원공간, 정보서비스과2, 도서관정책과
- 2층 - 일반자료실2, 디지털자료실, 음수대, 안내데스크, 정보서비스과1
- 1층 - 일반자료실1, 디지털사회혁신센터, 장애인자료실, 대면낭독실, 수화영상실, 모유수유실, 어린이화장실, 자료정리실, 사물함, 전자신문, 음수대(후문), 자판기(후문)

## 촬영
2013년 1월 27일에 SBS '일요일이 좋다-런닝맨'이 서울도서관에서 촬영되었는데 정세환 서울시의원이 도서관에서 뛰어도 된다고 오해할 수 있다고 지적하였으며, 2013년 4월 7일 가수 싸이가 '젠틀맨'이라는 뮤직비디오를 서울도서관에서 촬영을 하여 논란을 일으켰다. 2013년 4월 18일 조선일보의 보도에 의하면 정세환 서울시의원이 서울시의회에서 공공질서를 지켜야 하는 장소에서 이래도 되느냐고 문제를 제기하였다고 하였으며, "뮤직비디오를 보고 외국인이 서울도서관에서 춤을 추고 스마트폰으로 찍어서 올리지 않으라는 보장이 없다"고 말했다고 한다. 박원순 서울시장은 런닝맨은 도서관 문을 열지 않은 날 찍었던 것으로 알고 있으며 싸이의 뮤직비디오 또한 도서관 문을 닫았을 당시 찍었기 때문에 문제가 되지 않는다고 말하였다고 한다.

## 같이 보기
- 등록문화재 제52호 구 서울특별시청사